# 新垣氏 (日本)
新垣是日本姓氏。

## 起源與分佈
新垣姓起源於日本沖繩縣在琉球國時代的地名，例如現在位於中頭郡中城村的新垣以及絲滿市的新垣。該姓日語有（Aragaki）、（Arakaki）、（Shingaki）及（Niigaki）等讀法，琉球語大多讀作（Arakachi）。
《沖繩時報》曾報導「新垣」姓為沖繩縣第五大姓氏，次於「比嘉」「金城」「大城」「宮城」，超過「玉城」。其中讀作或的「新垣」據統計為現在沖繩縣內人數第六多的姓氏。而讀作的「新垣」姓也可以排進前一百大姓，主要分佈在沖繩島南部的絲滿市、南城市等地區。
日本本土也有該姓，其被認為起源於字面意思「新的籬笆」，表示祖先居住的環境。主要有兩種讀法，其中主要分佈在西日本，主要分佈在東日本。讀作的人在「新垣」姓總人口中僅佔約1%。其與中國的新垣姓有何關係無從考證。